# Linia kolejowa 37 Somogyszob – Balatonszentgyörgy
Linia kolejowa Somogyszob – Balatonszentgyörgy – linia kolejowa na Węgrzech. Jest to linia jednotorowa, w całości niezelektryfikowana. Łączy stację Somogyszob z Balatonszentgyörgy.

## Historia
Linia została otwarta w 1893 roku.